# 香格里拉 (土衛六)
香格里拉（Shangri-la）是土星的衛星泰坦上的大片黑暗地區，他的名稱來自西藏神秘的伊甸園香格里拉。它被認為是一大片黑暗物質的平原，曾經被認為是泰坦上的海洋，但現在知道此地是乾燥的。
香格里拉是散布在高地上的'島嶼'，它被高地上更大的區域限制著：上都在東側，阿迪立在西側，還有迪珥蒙在北方。
惠更斯號登陸在香格里拉的西方，靠近阿迪立的邊界。